# AS Kigali
Der Association Sportive Kigali Football Club, auch einfach nur als AS Kigali bezeichnet, ist ein ruandischer Fußballverein aus der Hauptstadt Kigali.

## Erfolge
- Ruandischer Pokalsieger: 2013, 2019, 2022
- Ruandischer Supercupsieger: 2013, 2022

## Stadion
Der Verein trägt seine Heimspiele im Stade Régional Nyamirambo in Kigali aus. Das Stadion hat ein Fassungsvermögen von 22.000 Personen.

## Trainerchronik
Stand: Juni 2022
| Trainer           | Nation | von           | bis             |
| ----------------- | ------ | ------------- | --------------- |
| Eric Nshimiyimana | Ruanda | 7. Mai 2014   | 5. Oktober 2018 |
| Eric Nshimiyimana | Ruanda | 18. Juli 2019 | heute           |